# マウソロス

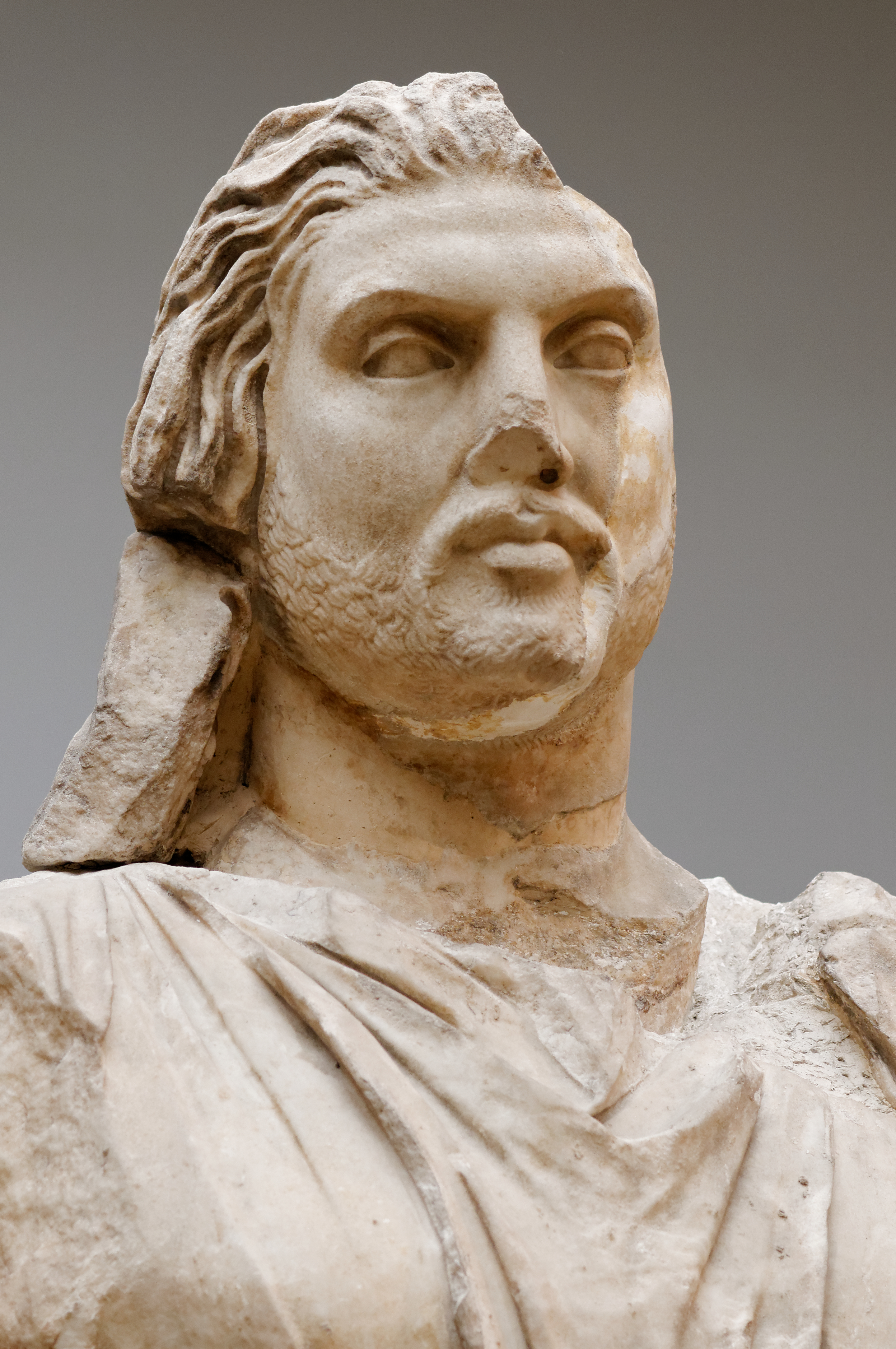
マウソロス像　大英博物館

マウソロス（古代ギリシア語: Μαύσωλος / Μαύσσωλος、ラテン文字転記：Mausolos / Maussolos、? - 紀元前353年）は、カリアの王である。形式上は太守としてアケメネス朝ペルシア帝国に服属していたが、事実上の独立状態であった。
マウソロスは先代の王ヘカトムノスの長男で、弟としてイドリエウスとピクソダロス、姉妹としてアルテミシアとアダがいる。マウソロスはアルテミシアと、イドリエウスはアダと結婚した。ディオドロスの記述から計算するならばマウソロスが王位を継承したのは紀元前377年であるが、彼の名が初めて歴史の主で舞台に出たのは紀元前362年であり、その時マウソロスは小アジアで多くの太守がペルシアに反旗を翻す所謂「サトラップの大反乱」の中心的人物の一人であった。
その後、マウソロスはイオニアに積極的な進出を行い、ミレトスに同市を裏切ろうとした市民を助けるためにアイギュプトスなる人物を派遣したり、ラトモス（ミレトス近くの都市）を占領するなどした。ラトモス占領の際にマウソロスはある計略を用いた。彼はラトモス人を護衛兵として雇って彼らに目をかけるなどしてラトモスに対して友好的な振る舞いをして油断させた後、エフェソスのヘロピュトスが不穏な動きを見せているとしてピュゲラ（エフェソスの南の都市）に軍を進めるためにラトモスから300人の兵士を受け取った。マウソロスが彼らを含む軍を率いてラトモスの近くを進軍した際、ラトモスの全市民が行進を見物するために市から出てきた。そして、昨夜から近くに隠れていたマウソロスの別働隊がもぬけの殻の町に突入して難なく占領した。さらに、マウソロスはアテナイに服属していたキオス、ビュザンティオン、ロドスを焚き付けて紀元前357年に反乱（同盟市戦争）を起こさせ、キオスと同盟を結んで反乱軍を援助した。その結果それらの諸都市はアテナイから独立し、マウソロスはロドスを属国化した。
紀元前353年に死因は不明であるが、マウソロスは死んだ。夫の死後アルテミシアが統治権を、さらにその後はイドリエウスが継承しており、マウソロスの子供が言及されていないことから考えると、彼には子供はいなかったようである。アルテミシアは亡き夫のために壮麗な葬式を挙げ、その際故人の遺徳を讃える追悼演説の大会を開催し、テオポンポス、テオデクテス、ナウクラテス、そしてイソクラテスの弟子であるイソクラテスなどが参加した。その後彼女はスコパス、ティモテオス、レオカレス、ブリュアクシスといったギリシアの名だたる彫刻家を雇い入れて世界七不思議の一つに数えられるマウソロス霊廟を建てた。

## 註
1. 1 2  ストラボン, XIV. 2. 17
2. ↑  ディオドロス, XV. 90
3. ↑  ポリュアイノス, VI. 8
4. ↑  ポリュアイノス, VII. 23
5. ↑  デモステネス, 「ロドス人解放のために」, 3
6. ↑  ディオドロス, XVI. 7
7. ↑  ディオドロス, XVI. 37
8. ↑  アウルス・ゲリウス, 10. 18
9. ↑  ストラボン, XIV. 2. 16
10. ↑  プリニウス, XXXVI. 4